# Adrien Guyon
Adrien Guyon (Parigi, 22 luglio 1866 – Parigi, 21 maggio 1926) è stato uno schermidore francese.
Partecipò ai Giochi della II Olimpiade di Parigi nelle gare di fioretto individuale, in cui arrivò quindicesimo, e di spada, in cui fu eliminato ai quarti.